# Кастел Верука
Кастел Верука је насеље у Италији у округу Болцано, региону Трентино-Јужни Тирол.
Према процени из 2011. у насељу је живело 8 становника. Насеље се налази на надморској висини од 714 м.